# Vauchamps (Marne)
Pour les articles homonymes, voir Vauchamps.
Vauchamps est une commune française, située dans le département de la Marne en région Grand Est.

## Géographie

### Localisation
Vauchamps se trouve au sud-ouest du département de la Marne, en région Grand Est, à proximité des départements de l'Aisne et de la Seine-et-Marne.
La commune appartient à la région agricole de la Brie champenoise. Elle s'étend sur une superficie de 1 288 hectares. Sur son territoire, l'altitude varie de 201 à 231 mètres.
Par la route, Vauchamps se situe à 106 km de Paris, à 58 km de Châlons-en-Champagne, préfecture, à 37 km d'Épernay, sa sous-préfecture de rattachement, à 30 km de Château-Thierry, sous-préfecture de l'Aisne voisine, et à 28 km de Sézanne, bureau centralisateur du canton de Sézanne-Brie et Champagne dont dépend Vauchamps depuis 2015. La commune fait en outre partie du bassin de vie de Montmirail, commune distante de 6 km par la route.
Vauchamps est limitrophe de 6 communes :
|            | Corrobert                | Janvilliers       |
| Montmirail | Vauchamps                | Le Thoult-Trosnay |
|            | Bergères-sous-Montmirail | Boissy-le-Repos   |

### Hydrographie

#### Réseau hydrographique
La commune est dans la région hydrographique « la Seine de sa source au confluent de l'Oise (exclu) » au sein du bassin Seine-Normandie. Elle est drainée par le Fossé 01 des Egremonts et le ru de Champramont,.

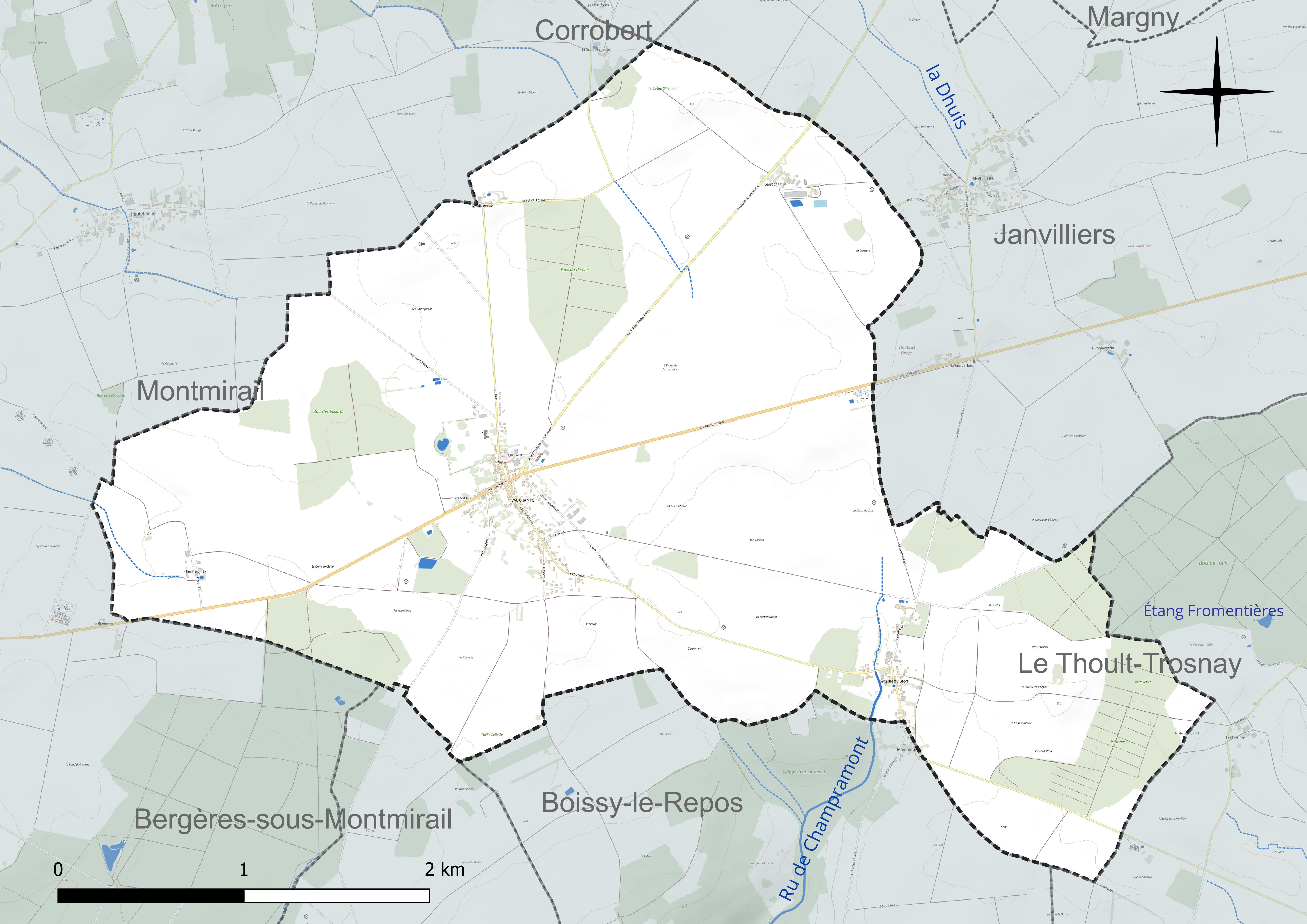
Réseau hydrographique de Vauchamps.

#### Gestion et qualité des eaux
Le territoire communal est couvert par le schéma d'aménagement et de gestion des eaux (SAGE) « Petit et Grand Morin ». Ce document de planification concerne le territoire des bassins versants du Petit Morin (630 km2) et du Grand Morin (1 185 km2) et se répartit sur trois départements (la Marne, l'Aisne et la Seine-et-Marne). Il a été approuvé le 21 octobre 2016. La structure porteuse de l'élaboration et de la mise en œuvre est le Syndicat mixte d'aménagement et de gestion des eaux (SMAGE) - EPAGE. 
La qualité des cours d’eau peut être consultée sur un site dédié géré par les agences de l’eau et l’Agence française pour la biodiversité. 

### Climat
Pour des articles plus généraux, voir Climat du Grand Est et Climat de la Marne.
En 2010, le climat de la commune est de type climat océanique dégradé des plaines du Centre et du Nord, selon une étude du Centre national de la recherche scientifique s'appuyant sur une série de données couvrant la période 1971-2000. En 2020, Météo-France publie une typologie des climats de la France métropolitaine dans laquelle la commune est exposée à un climat océanique altéré et est dans la région climatique  Nord-est du bassin Parisien, caractérisée par un ensoleillement médiocre, une pluviométrie moyenne régulièrement répartie au cours de l’année et un hiver froid (3 °C). 
Pour la période 1971-2000, la température annuelle moyenne est de 10 °C, avec une amplitude thermique annuelle de 15,7 °C. Le cumul annuel moyen de précipitations est de 784 mm, avec 12,4 jours de précipitations en janvier et 8,3 jours en juillet. Pour la période 1991-2020, la température moyenne annuelle observée sur la station météorologique de Météo-France la plus proche, « Esternay-Man », sur la commune d'Esternay à 17 km à vol d'oiseau, est de 10,9 °C et le cumul annuel moyen de précipitations est de 780,5 mm. 
La température maximale relevée sur cette station est de 42,5 °C, atteinte le 25 juillet 2019 ; la température minimale est de −25 °C, atteinte le 14 février 1956,,. 
Les paramètres climatiques de la commune ont été estimés pour le milieu du siècle (2041-2070) selon différents scénarios d'émission de gaz à effet de serre à partir des nouvelles projections climatiques de référence DRIAS-2020. Ils sont consultables sur un site dédié publié par Météo-France en novembre 2022.

### Milieux naturels et biodiversité
L'Inventaire national du patrimoine naturel (INPN) recense 237 espèces sur le territoire de la commune, dont 24 espèces protégées et 16 espèces menacées.
Vauchamps ne compte aucune zone naturelle d'intérêt écologique, faunistique et floristique (ZNIEFF) ou autre espace naturel protégé sur son territoire.

## Urbanisme

### Typologie
Au 1er janvier 2024, Vauchamps est catégorisée commune rurale à habitat dispersé, selon la nouvelle grille communale de densité à sept niveaux définie par l'Insee en 2022.
Elle est située hors unité urbaine. Par ailleurs la commune fait partie de l'aire d'attraction de Montmirail, dont elle est une commune de la couronne,. Cette aire, qui regroupe 19 communes, est catégorisée dans les aires de moins de 50 000 habitants,.

### Occupation des sols
L'occupation des sols de la commune, telle qu'elle ressort de la base de données européenne d’occupation biophysique des sols Corine Land Cover (CLC), est marquée par l'importance des territoires agricoles (84,7 % en 2018), une proportion sensiblement équivalente à celle de 1990 (85 %). La répartition détaillée en 2018 est la suivante : terres arables (75,4 %), forêts (12,7 %), prairies (6,2 %), zones agricoles hétérogènes (3 %), zones urbanisées (2,7 %).
L'évolution de l’occupation des sols de la commune et de ses infrastructures peut être observée sur les différentes représentations cartographiques du territoire : la carte de Cassini (XVIIIe siècle), la carte d'état-major (1820-1866) et les cartes ou photos aériennes de l'IGN pour la période actuelle (1950 à aujourd'hui).

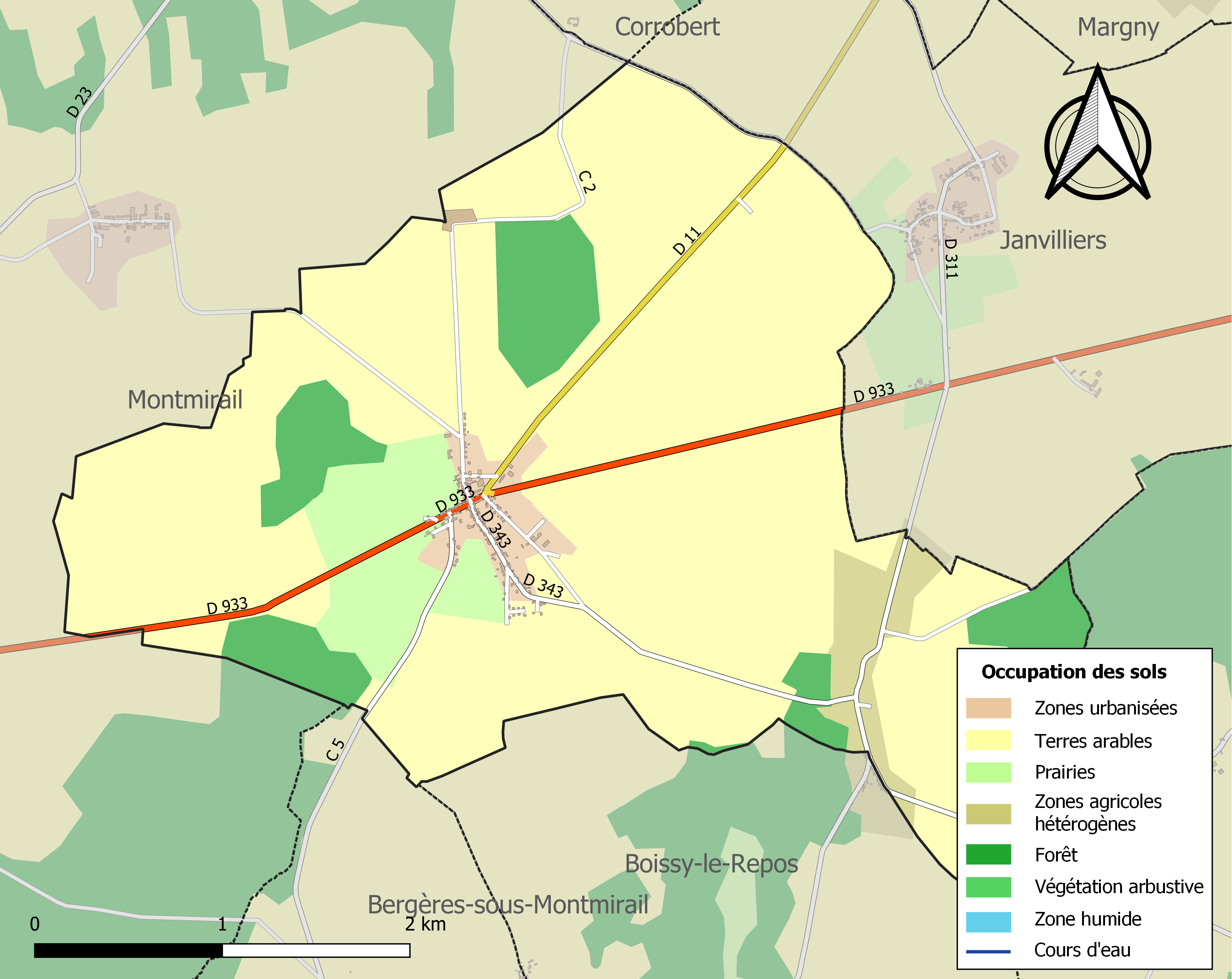
Carte des infrastructures et de l'occupation des sols de la commune en 2018 (CLC).

### Hameaux et écarts
Outre le village de Vauchamps, la commune compte un hameau : Fontaine-au-Bron, au sud-est. S'y ajoutent plusieurs écarts : Chilly à l'ouest, la Villeneuve et Sarrechamps au nord.

### Habitat et logement
En 2021, Vauchamps compte 175 logements. Ces logements sont à 97 % des maisons ; la commune ne comptant que 5 appartements. En raison de la prévalence des maisons, les résidences principales de Vauchamps disposent en moyenne de 5,2 pièces.
Le tableau ci-dessous présente une comparaison de quelques indicateurs chiffrés du logement pour Vauchamps, la communauté de communes de la Brie champenoise (CCBC), le département de la Marne et la France entière :
|                                                            | Vauchamps | CCBC  | Marne   | France     |
| ---------------------------------------------------------- | --------- | ----- | ------- | ---------- |
| Ensemble des logements                                     | 175       | 4 109 | 300 919 | 37 155 918 |
| Part des résidences principales (en %)                     | 84,8      | 80,9  | 87,5    | 82,2       |
| Part des résidences secondaires (en %)                     | 10,7      | 9,3   | 3,4     | 9,7        |
| Part des logements vacants (en %)                          | 4,5       | 9,8   | 9,1     | 8,1        |
| Part des propriétaires de leur résidence principale (en %) | 79,7      | 69,2  | 52,2    | 57,5       |

À Vauchamps, 84,8 % des logements sont en 2021 des résidences principales, 10,7 % des résidences secondaires et 4,5 % des logements vacants. Par ailleurs, 79,7 % des ménages sont propriétaires de leur résidence principale. Vauchamps se démarque ainsi par un nombre supérieur à la moyenne de ménages propriétaires de leur résidence principale.
Parmi les 147 résidences principales construites avant 2019, 18,3 % avaient été construites avant 1919, 11,0 % entre 1919 et 1945, 15,8 % entre 1946 et 1970, 26,0 % entre 1971 et 1990, 17,1 % entre 1991 et 2005 et 11,7 % depuis 2006.
Le nombre de logements a doublé entre 1968 et 2021. Le tableau ci-dessous présente l'évolution du nombre de logements sur le territoire de la commune, par catégorie, depuis 1968 :
|                        | 1968 | 1975 | 1982 | 1990 | 1999 | 2010 | 2015 | 2021 |
| ---------------------- | ---- | ---- | ---- | ---- | ---- | ---- | ---- | ---- |
| Résidences principales | 73   | 82   | 92   | 96   | 104  | 139  | 146  | 149  |
| Résidences secondaires | 11   | 10   | 22   | 14   | 23   | 12   | 12   | 19   |
| Logements vacants      | 3    | 7    | 6    | 11   | 7    | 11   | 11   | 8    |
| Total                  | 87   | 99   | 120  | 121  | 134  | 161  | 170  | 175  |

### Voies de communication et transports
Le village de Vauchamps est desservi par le tracé initial de l'ancienne route nationale 33 (RD933), entre Montmirail à l'ouest et Châlons-en-Champagne vers l'est. La route départementale 11 part de la RD933, au niveau du village, et se dirige vers le nord en direction d'Orbais-l'Abbaye. Enfin, la route départementale 343 relie Vauchamps et son hameau, la Fontaine-au-Bron, puis Le Thoult-Trosnay,.

## Toponymie
Le nom de la localité est attesté sous les formes Vallis Campi (1139) ; Vauchem (1205) ; Valchamp, Vouchamp (vers 1222) ; Vauchans (vers 1252) ; Vauchampz (1345) ; Vauchamp (1436) ; Vaulchamps (1445) ; Vauchampt (1769).

Vauchamps provient de l'oïl vau (« vallée ») et champ ; le pluriel est tardif.

## Histoire
La bataille de Vauchamps, lors de la campagne de France de Napoléon Bonaparte, se déroule le 14 février 1814.
Lors de la Première Guerre mondiale, la commune est le théâtre de violents combats en septembre 1914 durant la Bataille des Deux Morins. Elle a été décorée de la Croix de guerre 1914-1918 le 15 septembre 1921.

## Politique et administration

### Rattachements administratifs et électoraux
Rattachements administratifs
La commune se trouve  dans l'arrondissement d'Épernay du département de la Marne. 
Elle faisait partie depuis 1793 du canton de Montmirail. Dans le cadre du redécoupage cantonal de 2014 en France, cette circonscription administrative territoriale a disparu, et le canton n'est plus qu'une circonscription électorale.
Rattachements électoraux
Pour les élections départementales, la commune fait partie depuis 2014 du canton de Sézanne-Brie et Champagne
Pour l'élection des députés, elle fait partie de la troisième circonscription de la Marne.

### Intercommunalité
Vauchamps est membre de la communauté de communes du Pays du Coquelicot, un établissement public de coopération intercommunale (EPCI) à fiscalité propre créé en 1996 et auquel la commune a transféré un certain nombre de ses compétences, dans les conditions déterminées par le code général des collectivités territoriales.

### Liste des maires
| Période                                  | Période                       | Identité             | Étiquette | Qualité |
| ---------------------------------------- | ----------------------------- | -------------------- | --------- | --- |
| Les données manquantes sont à compléter. |                               |                      |           | |
| avant 1816                               |                               | M. le Comte du Bourg |           | |
| Les données manquantes sont à compléter. |                               |                      |           | |
| avant 1910                               |                               | M. Colmont           |           | |
| Les données manquantes sont à compléter. |                               |                      |           | |
| mars 1989                                | 2014                          | Michel Dauteuil      |           | Exploitant agricole Vice-président de la CC de la Brie Champenoise (2008 → 2014)                                                                                       |
| 2014                                     | En cours (au 2 décembre 2020) | Danielle Berat       | LR        | Formatrice Conseillère départementale de Sézanne-Brie et Champagne (2015 → ) Vice-présidente de la CC de la Brie Champenoise (2020 → ) Réélue pour le mandat 2020-2026 |

## Équipements et services publics

### Eau et déchets
L'approvisionnement en eau potable et l'assainissement des eaux usées sont des compétences de la communauté de communes de la Brie champenoise. Vauchamps est alimentée en eau potable par les captages du Thoult-Trosnay. La production et la distribution d'eau potable font l'objet d'une délégation de service public confiée à Suez jusqu'en 2028. La commune est desservie par une station d'épuration par filtres plantés de roseaux d'une capacité de 400 équivalent-habitants située sur son territoire et gérée en régie par la communauté de communes. Une partie de la commune n'est toutefois pas rattachée à l'assainissement collectif.
La communauté de communes est également compétente en matière de déchets. La collecte des ordures ménagères résiduelles (en bac) et des déchets recyclables (en sacs translucides jaunes) est réalisée en porte à porte. La communauté de commune adhérant au syndicat de valorisation des ordures ménagères de la Marne (SYVALOM), ces déchets sont amenés au centre de transfert départemental de Sézanne puis valorisés sur le site de La Veuve. La communauté de communes propose des composteurs individuels à tarif réduit pour les biodéchets. La collecte du verre et des textiles se fait en apport volontaire. Pour les autres déchets, l'unique déchèterie de la communauté de communes est située à Montmirail, dans le hameau de Maclaunay. La collecte des déchets et la gestion de la déchèterie sont confiées à des entreprises privées par marchés publics.

### Enseignement
Vauchamps fait partie de l'académie de Reims.
La commune dépend de l'école primaire de Fromentières,. L'école primaire Marcel Jerger est située 2 route de Montmort et accueille 113 élèves de maternelle et d'élémentaire (chiffres 2024-2025).
Les jeunes de Vauchamps sont ensuite rattachés au collège de la Brie champenoise à Montmirail et au lycée La Fontaine du Vé de Sézanne.

### Postes et télécommunications
Une boîte aux lettres de La Poste se trouve sur le territoire de la commune, rue des Sources. Le bureau de poste le plus proche est situé à Montmirail, à environ 6 km de Vauchamps.

### Justice, sécurité et secours
Du point de vue judiciaire, Vauchamps relève du conseil de prud'hommes d'Épernay, du tribunal de commerce de Reims, du tribunal judiciaire, du tribunal paritaire des baux ruraux et du tribunal pour enfants de Châlons-en-Champagne, dans le ressort de la cour d'appel de Reims. Pour le contentieux administratif, la commune dépend du tribunal administratif de Châlons-en-Champagne et de la cour administrative d'appel de Nancy.
Vauchamps est située en secteur Gendarmerie nationale et dépend de la brigade de Montmirail.
En matière d'incendie et de secours, le centre d'incendie et de secours le plus proche est celui de Montmirail, dépendant du Service départemental d'incendie et de secours (SDIS) de la Marne.

## Population et société

### Démographie
L'évolution du nombre d'habitants est connue à travers les recensements de la population effectués dans la commune depuis 1793. Pour les communes de moins de 10 000 habitants, une enquête de recensement portant sur toute la population est réalisée tous les cinq ans, les populations de référence des années intermédiaires étant quant à elles estimées par interpolation ou extrapolation. Pour la commune, le premier recensement exhaustif entrant dans le cadre du nouveau dispositif a été réalisé en 2006.

En 2022, la commune comptait 341 habitants, en évolution de −4,21 % par rapport à 2016 (Marne : −1,19 %, France hors Mayotte : +2,11 %).
| 1793 | 1800 | 1806 | 1821 | 1831 | 1836 | 1841 | 1846 | 1851 |
| ---- | ---- | ---- | ---- | ---- | ---- | ---- | ---- | ---- |
| 301  | 337  | 369  | 368  | 392  | 381  | 399  | 426  | 430  |

| 1856 | 1861 | 1866 | 1872 | 1876 | 1881 | 1886 | 1891 | 1896 |
| ---- | ---- | ---- | ---- | ---- | ---- | ---- | ---- | ---- |
| 430  | 391  | 376  | 332  | 338  | 334  | 303  | 321  | 300  |

| 1901 | 1906 | 1911 | 1921 | 1926 | 1931 | 1936 | 1946 | 1954 |
| ---- | ---- | ---- | ---- | ---- | ---- | ---- | ---- | ---- |
| 304  | 284  | 289  | 252  | 266  | 264  | 221  | 282  | 231  |

| 1962 | 1968 | 1975 | 1982 | 1990 | 1999 | 2006 | 2011 | 2016 |
| ---- | ---- | ---- | ---- | ---- | ---- | ---- | ---- | ---- |
| 245  | 260  | 245  | 250  | 241  | 258  | 303  | 361  | 356  |

| 2021 | 2022 | - | - | - | - | - | - | - |
| ---- | ---- | - | - | - | - | - | - | - |
| 350  | 341  | - | - | - | - | - | - | - |

### Manifestations culturelles et festivités
En 2016, une reconstitution de la bataille de Vauchamps a été organisée dans me parc du château à l'occasion de son 102e anniversaire par les Hussards de Montmirail[réf. nécessaire].

### Cultes
Pour le culte catholique, Vauchamps dépend de la paroisse Saint-Vincent-de-Paul - Montmirail, au sein du diocèse de Châlons-en-Champagne.

### Médias
La presse écrite régionale comprend le quotidien L'Union, le bi-hebdomadaire Le Pays briard et l'hebdomadaire L'Hebdo du vendredi.
Parmi les stations de radio locales, il est possible de citer Ici Champagne-Ardenne et Champagne FM.

## Culture et patrimoine

### Lieux et monuments
- L'église Saint-Christophe de Vauchamps, datant du XVIe siècle. Un ensemble de mobilier duXVIIIe siècle est inscrit à l’inventaire  des Monuments Historiques[20] ;
- Lavoir de Fontaine au Bron[20] ;
- La colonne commémorative de la bataille de Vauchamps lors de la campagne napoléonienne du 14 février 1814, située au carrefour principal du village.

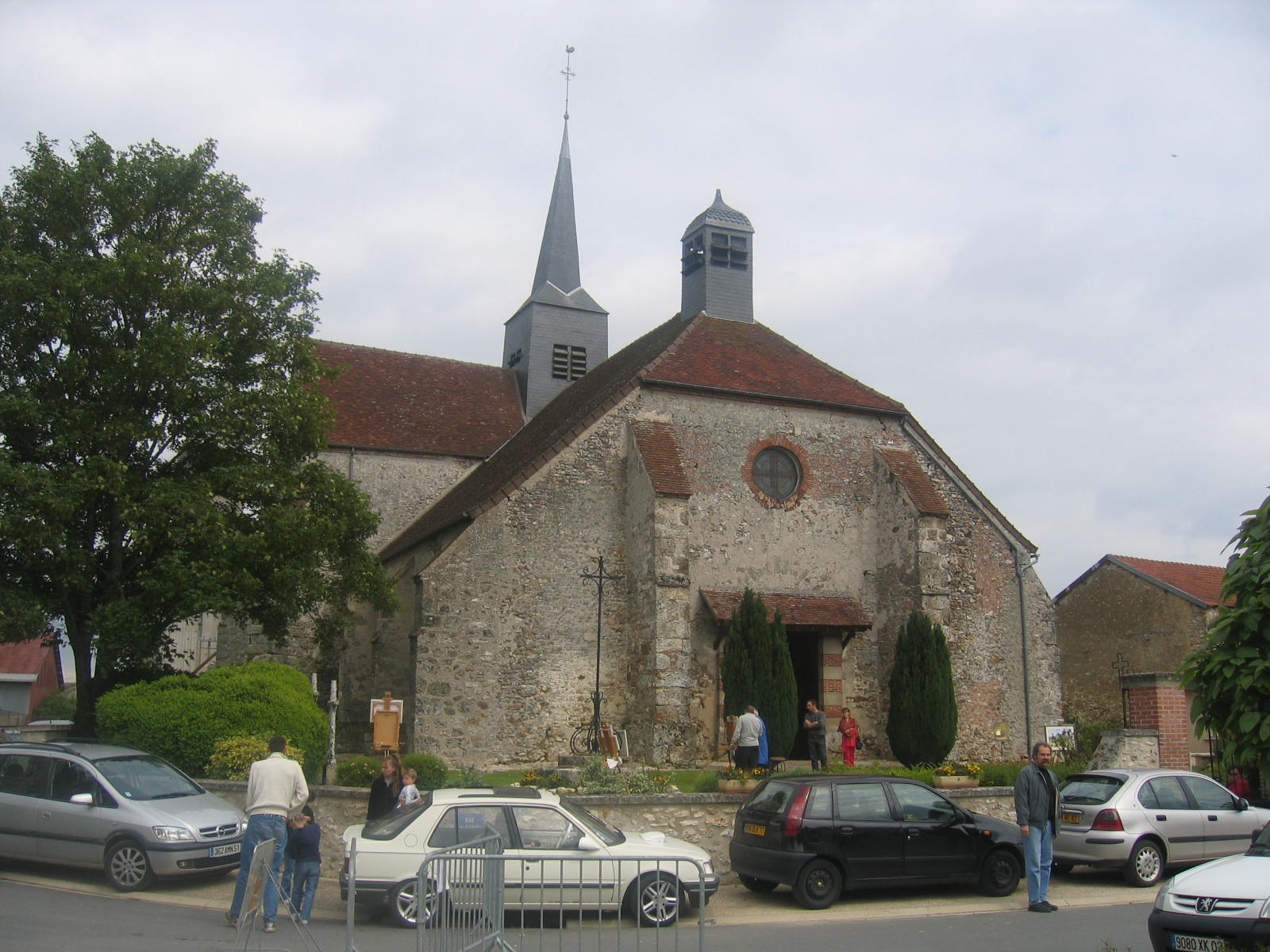
L'église
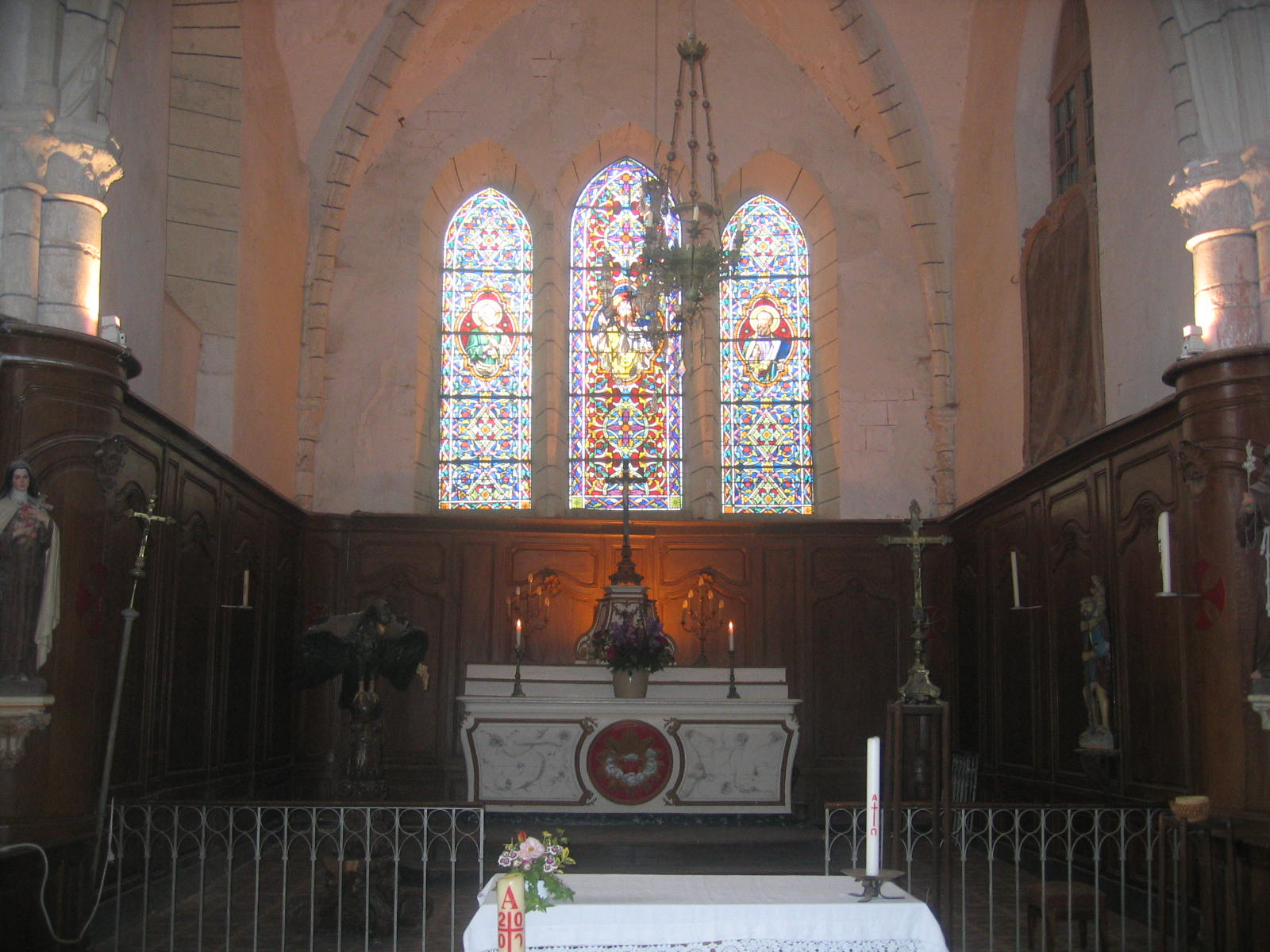
L'autel de l'église.
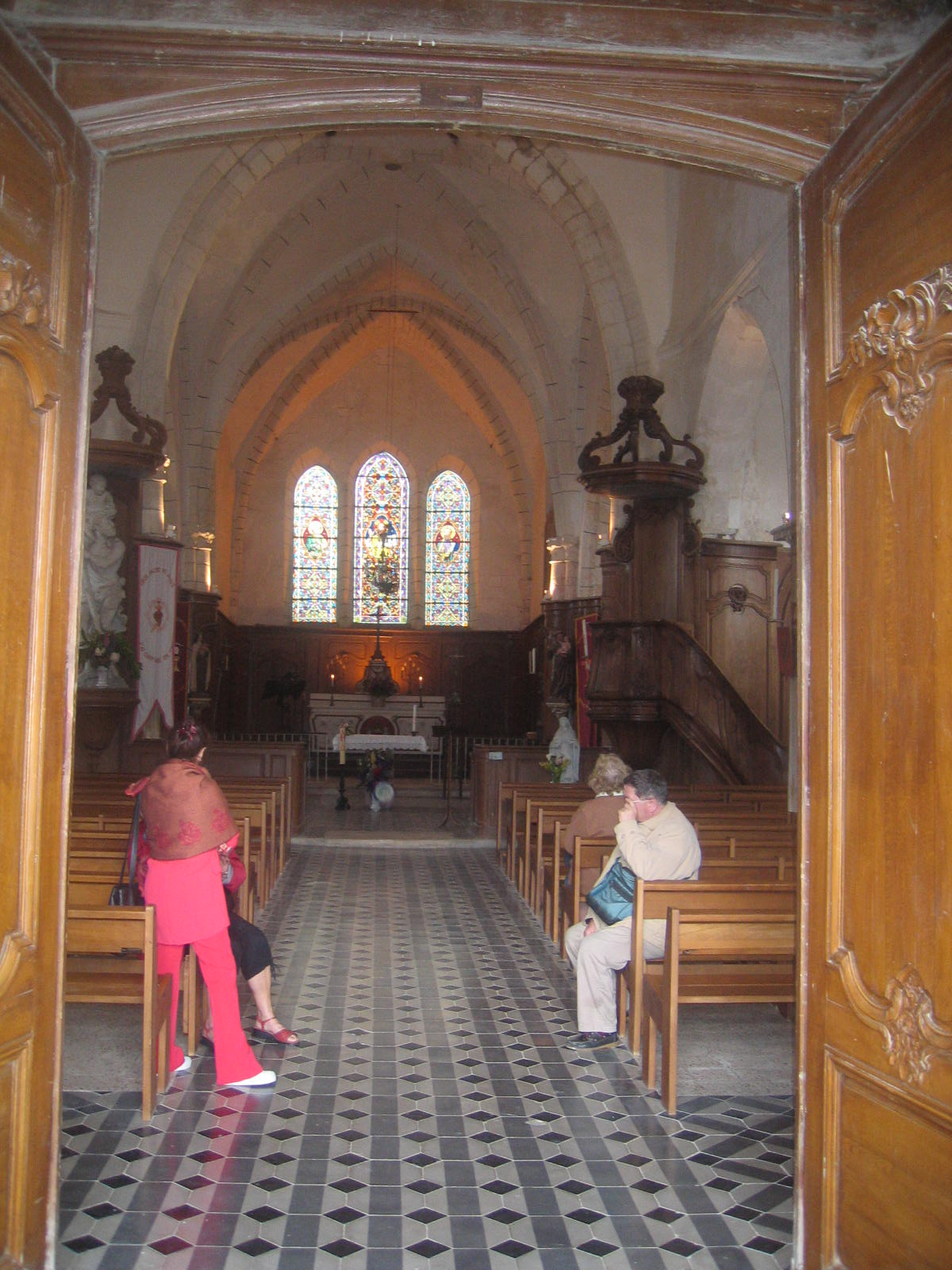
L'intérieur de l'église, depuis la porte.
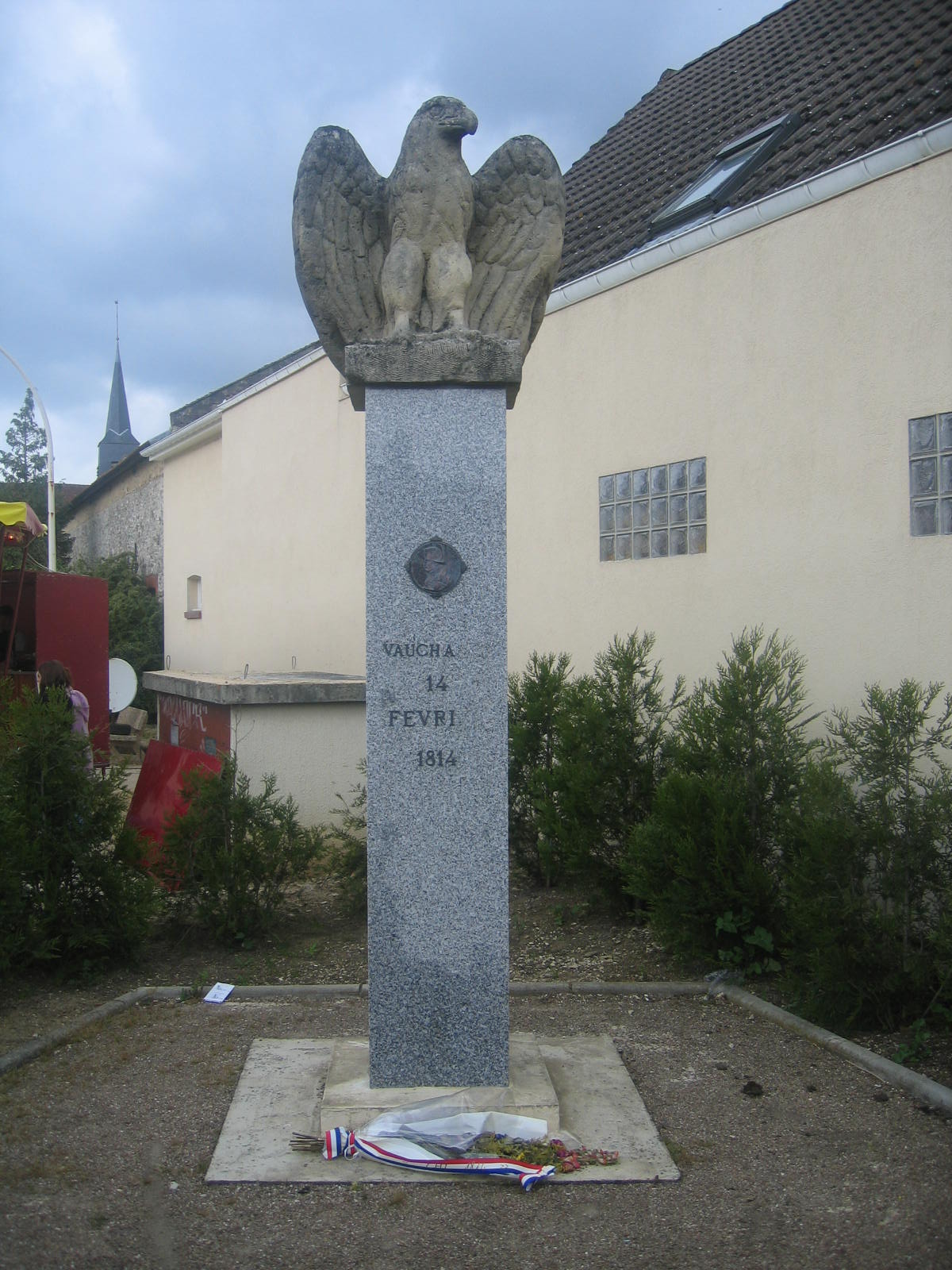
Colonne commémorative de la bataille de Vauchamps en 1814.

### Personnalité liée à la commune
L'Abbé Favret. Créateur du Musée d'archéologie et protohistoire d'Epernay, est né à Vauchamps le 12 mai 1875. Il fut un précurseur en matières de fouilles(marne et Bretagne entre autres). Il eut l'opportunité de travailler aux côtés de Théodore Monod. Il est décédé à Epernay en 1950[réf. nécessaire].

### Héraldique
| Blason de Vauchamps | Les armes de Vauchamps se blasonnent ainsi : D'azur au chevron renversé d'or accompagné, en chef, d'une rose d'argent surmontée d'une tête au col arraché de cheval aussi d'or et, en pointe, de deux épées aussi d'argent posées en bande à dextre et en barre à senestre. |